# ジブリズ・エマヌ
ジブリズ・エマヌ（Gévrise Emane 1982年7月27日- ）は、カメルーンのヤウンデ出身で現在はフランスの柔道選手。63kg級の選手。身長162cm。5段。

## 人物
カメルーン出身で2歳の時にフランスに移り住み、13歳の時に柔道を始めた。当初は70kg級の選手で、2005年の世界選手権では決勝で敗れるも2位となり、2007年の世界選手権では優勝を果たしている。しかし2008年北京オリンピックでは初戦で敗れる結果となった。
その後階級を63kg級に下げるが、2009年と2010年の世界選手権ではいずれも早い段階で敗れて結果を残せなかった。しかし、2011年に入るとグランドスラム・リオ決勝で日本の阿部香菜に敗れた以外は国際大会で優勝を重ねて、8月にパリで開催された世界選手権では、決勝で世界選手権2連覇の上野順恵を判定(3－0)ながら破り、2007年の70kg級に続いて2階級制覇を成し遂げた。
2012年7月のロンドンオリンピックでは準々決勝で敗れるも、その後敗者復活戦を勝ち上がって銅メダルを獲得した。
2013年の世界選手権では3位となった。2014年からは階級を再び70kg級に上げると、グランドスラム・東京で優勝した。
2015年の世界選手権では2011年以来4年ぶり3度目の優勝を果たすこととなった。
2016年のヨーロッパ選手権では5度目の優勝を飾った。
2016年リオデジャネイロオリンピックでは初戦でイギリスのサリー・コンウェイと対戦すると、抑え込みに入るも逆に切り返されて上四方固で敗れた。

## 主な戦績
70kg級での成績
- 2003年 - フランス国際　3位
- 2003年 - ユニバーシアード　優勝
- 2004年 - 世界学生　2位
- 2005年 - 世界選手権　2位
- 2006年 - ヨーロッパ選手権　優勝
- 2006年 - ワールドカップ団体戦　優勝
- 2007年 - ヨーロッパ選手権　優勝
- 2007年 - 世界選手権　優勝
- 2008年 - フランス国際　優勝
- 2008年 - ヨーロッパ選手権　3位

以降は63kg級での成績
- 2009年 - グランドスラム・リオ　3位
- 2009年 - グランプリ・アブダビ　優勝
- 2010年 - グランドスラム・パリ　優勝
- 2010年 - グランドスラム・モスクワ　優勝
- 2010年 - グランドスラム・東京　2位
- 2011年 - ワールドマスターズ　優勝
- 2011年 - グランドスラム・パリ　優勝
- 2011年 - ヨーロッパ選手権　優勝
- 2011年 - グランドスラム・リオ　2位
- 2011年 - 世界選手権　優勝
- 2011年 - 世界団体　優勝
- 2012年 - ワールドカップ・ワルシャワ　優勝
- 2012年 - ヨーロッパ選手権　優勝
- 2012年 -　ロンドンオリンピック　3位
- 2013年 - グランプリ・サムスン　優勝
- 2013年 - グランプリ・マイアミ　3位
- 2013年 - 世界選手権　3位

70kg級での戦績
- 2014年 - アフリカオープン・カサブランカ　優勝
- 2014年 - ヨーロッパオープン・ソフィア　優勝
- 2014年 - グランドスラム・チュメニ　5位
- 2014年 - グランプリ・チェジュ　優勝
- 2014年 - グランドスラム・東京　優勝
- 2015年 - 世界選手権 優勝
- 2016年 -　グランドスラム・パリ　3位
- 2016年 - ヨーロッパ選手権　優勝

(出典、JudoInside.com)。